# Lena Ashwell
Lena Margaret Ashwell, pseudonimo di Lena Margaret Pocock (Tyne, 28 settembre 1872 – Londra, 13 marzo 1957), è stata un'attrice e manager inglese.

## Biografia

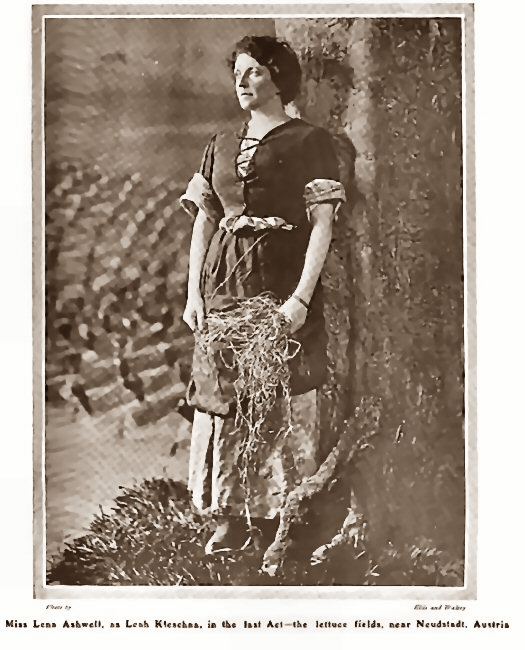
Lena Ashwell nel 1905

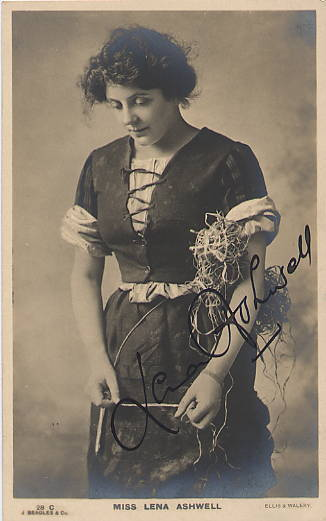
Lena Ashwell nel 1905

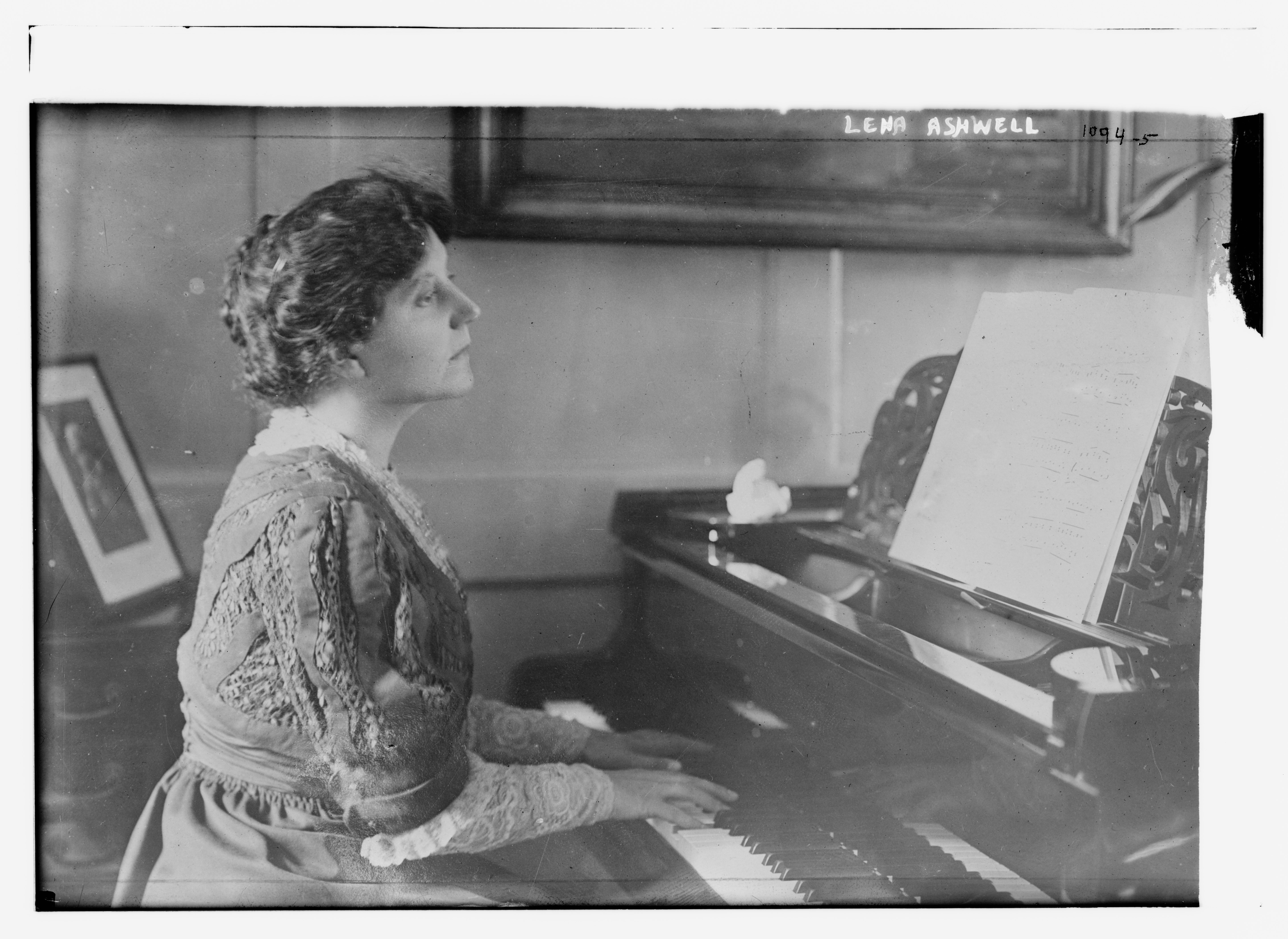
Lena Ashwell al pianoforte

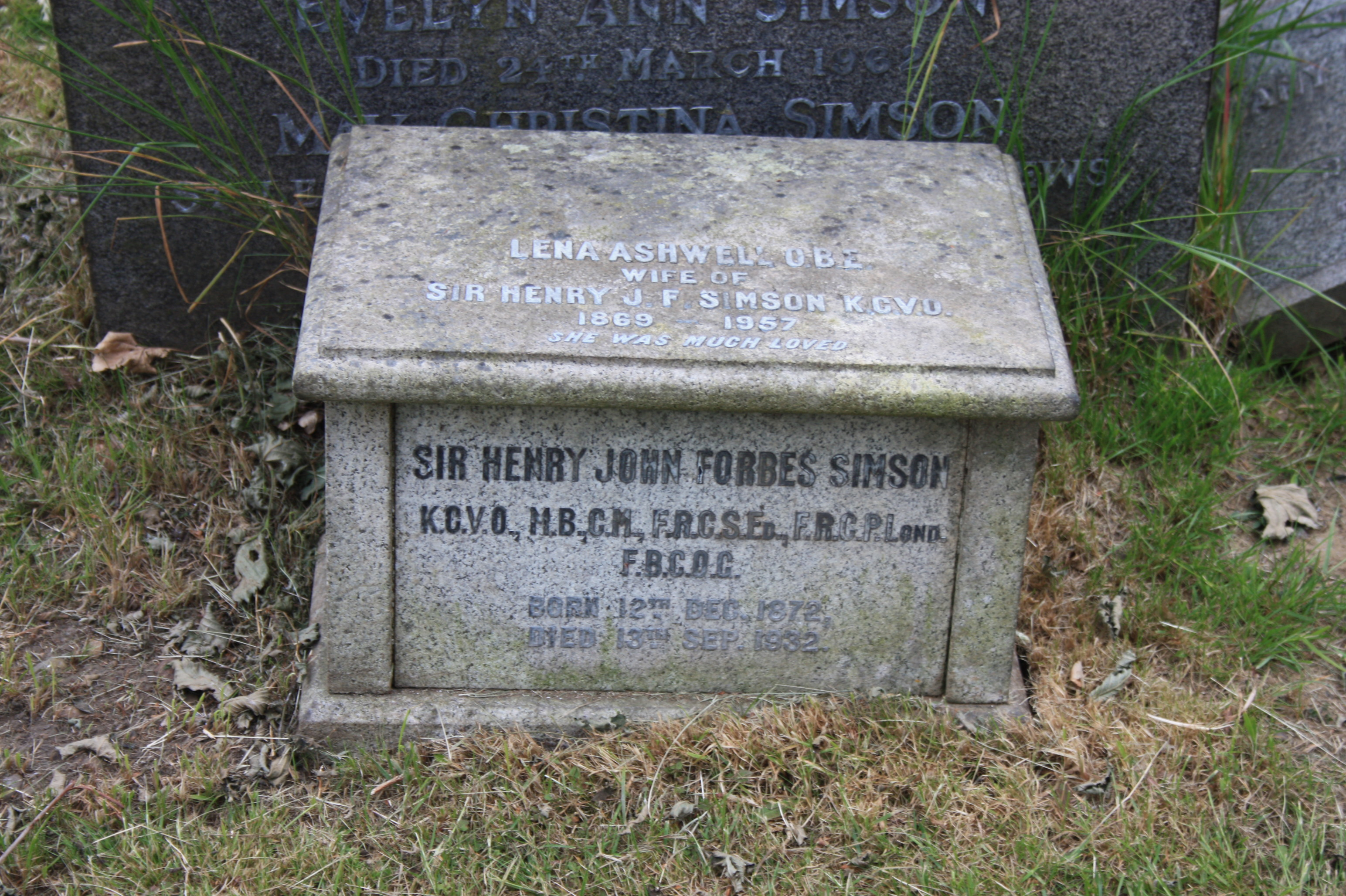
La tomba di Lena Ashwell, Dean Cemetery

Lena Ashwell nacque su una nave sul fiume Tyne il 28 settembre 1872, figlia di un capitano di una nave da addestramento.
Quando era una bambina, la famiglia emigrò in Canada. Dopo la morte di sua madre è tornata in Europa per studiare il francese all'Università di Losanna, prima di trasferirsi a Londra dove ha frequentato la Royal Academy of Music, per studiare canto.
Ashwell decise poi di dedicarsi alla recitazione e nel 1891 debuttò ne Il Fariseo (The Pharisee), seguito dal Re Arturo (King Arthur) di J. Comyns Carr, assieme ad attori importanti come Ellen Terry ed Henry Irving.
Altri successi arrivarono con La difesa della signora Dane (Mrs. Dane's Defence, 1900), di Henry Arthur Jones, che rappresentò anche in una tournée americana, Il tesoro degli dei (The Darling of the Gods, 1903).
Nel 1907 fondò il proprio teatro noto come Kingsway Theatre, che diresse fino al 1915. Si ritiene che abbia ricevuto un sostegno finanziario da Muriel De La Warr. Ashwell l'anno seguente sposò l'ostetrico reale Henry Simpson.
Nel 1908 Lena Ashwell si impegnò con Elizabeth Robbins, Kitty Marion, Winifred Mayo, Sime Seruya, Edith Craig, Inez Bensusan, Ellen Terry, Lillah McCarthy, Sybil Thorndike, Lillie Langtry e Nina Boucicault per fondare la Franchise League delle attrici.
Il primo incontro dell'AFL si è svolto al Criterion Restaurant di Piccadilly Circus. L'AFL era aperto al dialogo con chiunque lavorasse nella professione teatrale e il suo scopo era quello di perseguire l'affrancamento delle donne con metodi educativi, diffondendo letteratura politica e sociale e mettendo in scena rappresentazioni di propaganda. Nel 1908 Ashwell apparve in Diana of Dobson, uno spettacolo scritto da Cicely Hamilton.
Allo scoppio della prima guerra mondiale, nell'agosto del 1914, l'AFL, su iniziativa di Lena Ashwell, istituì il Women's Theatre Entertainments, che percorse campi e ospedali per organizzare spettacoli per le truppe britanniche. Lena Ashwell fu una dei fondatori del Corpo di emergenza femminile e tesoriere onorario degli Ospedali delle donne britanniche, conducendo i "Lena Ashwell Players" al Fronte Occidentale.
Nel 1917 fu insignita dell'Ordine dell'Impero Britannico.
Dopo la guerra, i "Lena Ashwell Players" continuarono a lavorare come una società artistica dedita a rappresentare spettacoli teatrali che si occupano di temi sociali, soprattutto nelle periferie londinesi e nelle località di provincia.
Produsse drammi al Century Theatre di Londra, dal 1924 al 1929, e negli stessi anni si impegnò per la fondazione della "British Drama League".
Nel 1936 pubblicò la sua autobiografia, Io attrice (Myself a Player).
Lena Ashwell morì il 13 marzo 1957.

## Pubblicazioni
- Modern Troubadours (Londra, Gyldendal, 1922);
- Reflections from Shakespeare (Londra, Hutchinson & Co., 1926);
- The Stage (Londra, Geoffrey Bles, 1929);
- Myself A Player (Londra, Michael Joseph, 1936).